# Scopula latimediata
Scopula latimediata là một loài bướm đêm trong họ Geometridae.